# Corinne Castel
Corinne Castel, Ehename Corinne Castel-Nogrette, ist eine französische Archäologin am Centre national de la recherche scientifique.

## Werdegang
Castel war Direktorin der Mission archéologique franco-syrienne (der ‚französisch-syrischen archäologischen Mission‘) im syrischen al-Rawda und gehört dem Laboratorium Archéorient. Environnement et sociétés de l’Orient ancien (‚Umwelt und Gesellschaft des antiken Orients‘) der Maison de l’Orient et de la Méditerranée (MOM) an. Ihre Arbeitsschwerpunkte sind die Bronzezeit des Nahen Ostens, vor allem die Urbanisierung Syriens und Mesopotamiens, die ersten Städte, Habitat und Stadtentwicklung, religiöse Architektur, aber auch die Adaption an die Steppengebiete, insbesondere die Rolle von Nomaden und Sesshaften in diesen ariden Gebieten des Fruchtbaren Halbmonds.
Sie arbeitete von 1989 bis 1993 am Institut Français d’Archéologie du Proche Orient in Damaskus und wurde 1991 mit der Dissertation Habitat urbain néo-assyrien et néo-babylonien. De l'espace bâti à l'espace vécu bei Jean-Louis Huot promoviert. 1994 nahm sie ihre Arbeit am Maison de l’Orient et de la Méditerranée des Centre national de la recherche scientifique in Lyon auf. In al-Rawda leitete sie von 2002 bis 2010 die Grabungen, zusammen mit Nazir Awad von der syrischen Antikenverwaltung. 2009 bis 2013 koordinierte sie zusammen mit Jan-Waalke Meyer von der Universität Frankfurt das Programm Runde Siedlungen des 3. Jts. v. Chr. in marginalen Gebieten Nordsyriens – Genese, Entwicklung, Untergang – Badiyah (2010-2013). Neben zahlreichen Fachartikeln verfasste sie Artikel im Dictionnaire de la civilisation mésopotamienne, etwa zu Mari oder Phénicie (Phönizien).

## Veröffentlichungen (Auswahl)
- mit Luc Bachelot: Recherches sur la Ziggourat de Larsa, in: Jean-Louis Huot (Hrsg.): Larsa, Travaux de 1985, Paris 1989, S. 53–77. (academia.edu)
- Habitat urbain néo-assyrien et néo-babylonien. De l'espace bâti à l'espace vécu, Paris 1992.
- mit Michel al-Maqdissi, François Villeneuve (Hrsg.): Les maisons dans la Syrie antique du IIIe millénaire aux débuts de l'Islam : pratique et représentations de l'espace domestique. Actes du Colloque International, Damas, 27–30 juin 1992, Beirut 1997.
- mit Frank Braemer, Bernard Geyer, Maamoun Abdulkarim: Conquest of new lands and water systems in the western Fertile Crescent (Central and Southern Syria), in: Water History 2,2 (2010) 91–114.
- mit Jacques Brochier, Olivier Barge: Human impact on the landscape around Al-Rawda (Syria) during the Early Bronze IV : evidence for exploitation, occupation and appropriation of the land, in: Studia Chaburensia 4 (2014) 173–185.
- Deux empreintes de sceaux-cylindres sur céramique du Bronze ancien IVB à Tell Al-Rawda : l’usage local d’une pratique sigillaire en Syrie intérieure, in: Pearls of the Past. Studies on Near Eastern Art and Archaeology in Honour of Frances Pinnock, Zaphon Verlag, Münster 2019, S. 161–186.